# 十八星旗
铁血十八星旗，简称十八星旗，又称鐵血旗、九角旗、九角十八星旗，是武昌起义后中華民國湖北軍政府宣告成立时所采用的旗帜。原是湖北革命团体共进会的会旗。1907年8月间，焦达峰、刘公、孫武等一批在日本的同盟会会员筹组共進會，任务是谋划准备在长江中游的反清武装起义，议定以十八星旗为会旗。1911年9月，在同盟会推动下策划武昌起义。文学社和共进会召开联席会议，组成领导起义的总指挥部，定十八星旗为旗帜。並將原型稿交由李白貞、趙師梅、趙學詩、陳磊，命四人依圖樣放大裁剪，製作20面起義用旗。
武昌起义在1911年10月10日晚7时左右爆发，起义军成功占领武昌全城。 10月11日，中華民國軍政府鄂軍都督府（俗稱湖北軍政府）宣告成立，十八星旗为其旗帜。1912年1月10日，中華民國臨時參議院通过专门决议，以五族共和旗（簡称五色旗）为中國國旗、以十八星旗为陆軍旗及空軍旗、以青天白日滿地红旗为海軍旗；北洋政府不久後旋即將十八星旗改版為十九星旗。1928年（民国十七年）12月17日，中國政府立法通过青天白日滿地紅旗为中國官方正式國旗，颁行全中國使用，同時陸軍軍旗亦改版，十九星旗被廢。雖然今日十八星旗、十九星旗已無法律地位，不過目前仍有民間團體使用十八星旗，亦有部分支持中华联邦主义人士使用這兩面旗幟。

## 十八星旗意义
铁血十八星旗，由红黄黑三色组成：红底与黑九角象征“血”与“铁”，即革命须抱铁血主义；黑九角代表《禹貢》中记载的冀、兗、青、徐、揚、荊、豫、梁、雍九州；黑九角内外两圈各九颗共十八颗圆星，代表关内汉族的十八行省；星呈金黄色，表示与清朝对立之汉族炎黄子孙。

## 十九星旗
十九星旗是十八星旗的变体。由于东三省的议会代表提出原有十八星旗没有包含东三省。1912年（民國元年）1月10日，中华民国临时参议院通过专门决议，以十八星旗为陸軍旗。1912年（民國元年）5月，中华民国臨時參議院在北京提出“國旗統一案”，仍然以五色旗為国旗，而青天白日滿地紅旗為海軍旗。
但是否继续以十八星旗为陸軍旗则受到多數東三省籍的臨時參議院議員反對，因为十八星旗并不包括东三省，也不能代表全中国。于是议员们提出意见修改十八星旗，先是有提议在旗中央加上一顆較大的黃星，以表示中国的统一；后又认为中央黃星大有側重中央、忽视地方之意，中央黄星又改成与其他黄星一般大小，成为十九星旗。十九星旗的提案被议会表决通过，取代十八星旗成为陸軍旗。1912年6月11日，中華民國臨時大總統袁世凱公布此次國旗議案結果，成為中華民國第一個具有法律意義的國旗方案。1928年12月17日國民革命軍北伐成功后，国民政府全面废除鐵血旗。